# 東北新社役職員による総務省幹部接待問題

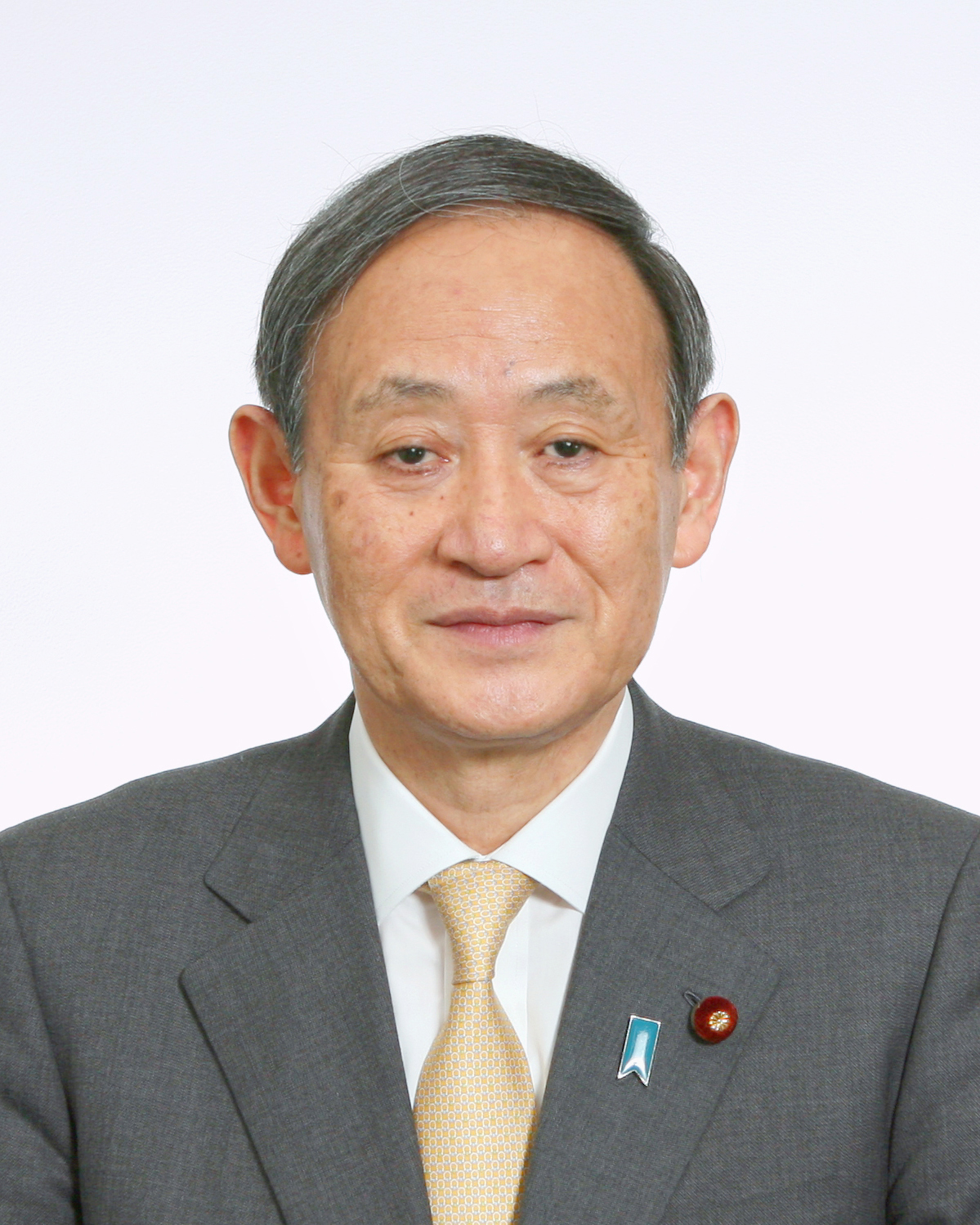
当時内閣総理大臣であった菅義偉

東北新社役職員による総務省幹部接待問題（とうほくしんしゃやくしょくいんによるそうむしょうかんぶせったいもんだい）は、2021年2月当時内閣総理大臣であった菅義偉の長男を含む東北新社の役職員が、監督官庁である総務省の幹部職員を接待していた問題である。

## 判明している接待の内容
- 2016年7月から2020年12月にかけて、計13人の総務省職員が東北新社から合計39件の接待を受けていた[1]。菅の長男が同席していたのは、半数超の21件だった。接待を受けていた13人の中で、最も接待金額が多かったのは、4回にわたる会食で飲食代やタクシー券、手土産など計約11万8,000円の接待を受けた谷脇康彦総務審議官だった[2]。東北新社による接待の合計金額は、60万8,000円以上だった[3]。
- 2019年11月6日 総務審議官（当時）の山田真貴子が東京・虎ノ門で東北新社社長、東北新社幹部ら4人より接待を受けた[4]。1人当たりの飲食単価は7万4203円だった[5]。
- 2020年10月から12月にかけて総務省の幹部職員である谷脇康彦総務審議官、総務審議官（国際担当）、衛星放送の許認可にかかわる情報流通行政局の秋本芳徳局長、その部下の湯本博信同局官房審議官が東北新社幹部より接待を受けた[6][7]。彼らは高額な飲食代をおごってもらったほか（湯本のみは、自分の分は支払ったと『週刊文春』で主張）、タクシーチケット、さらに高級食パンやチョコレートなどを手土産として受け取っていた[7]。この会食には、創業者娘婿の東北新社二宮清隆社長と、放送関連事業を行うメディア事業部の事業部長も出席していた[8]。

## 総務省の対応
総務省は、2021年2月24日に幹部職員の懲戒処分を発表したほか、前後し幾人かを更迭した。
- 武田良太総務大臣 - 閣僚給与自主返納[10]、のちに別件の日本電信電話株式会社（NTT）による高額接待も明らかになり、再度閣僚給与自主返納[11]
- 黒田武一郎総務事務次官 - 厳重注意[10]、のちに別件のNTTによる高額接待も明らかになり訓告[11]
- 谷脇康彦総務審議官 - 減給、更迭[12]、のちに別件のNTTによる高額接待も明らかになり、三か月の停職処分ののちに辞職[13]
- 吉田眞人総務審議官 - 減給[14]、のちに別件のNTTによる高額接待も明らかになり再度減給ののちにに辞職し総務省顧問[11][15][16]
- 秋本芳徳情報流通行政局長 - 減給、更迭[10]、のちに別件のNTTによる高額接待も明らかになり再度減給ののちに辞職[11][17][18][15]
- 湯本博信大臣官房審議官 - 減給、更迭[19]、サイバーセキュリティ・情報化審議官に異動[20]
- 情報流通行政局衛星・地域放送課長 - 減給[14][10]、更迭、消費者庁消費者政策課長に出向[21]
- 情報流通行政局放送政策課長 - 減給[14][10]、のちに別件のNTTによる高額接待も明らかになり再度減給ののち更迭され情報通信研究機構総務部副部長に出向[11][22]
- 大臣官房総務課長 - 戒告[14][10]、のちに別件のNTTによる高額接待も明らかになり減給ののち更迭され海外通信・放送・郵便事業支援機構常務理事に出向[11][22][21]
- 豊嶋基暢情報流通行政局情報通信政策課長 -  戒告[14][10]、更迭、北海道総合通信局長に異動[21]
- 情報流通行政局情報通信作品振興課長 -  訓告[14][10]、更迭、政治資金適正化委員会参事官に異動[21]
- 課長級職員 - 利害関係者ではないと判断[10]
- 課長補佐級職員 - 訓告（出向先にて）[14][10]

総務省には有識者による検証委員会が立ち上げられ、委員長には谷脇の高校の後輩にあたる新谷正義総務副大臣が就任すると発表された。ところが、2021年3月10日の『週刊文春』で、2020年11月に新谷の秘書が日本電信電話株式会社から接待を受けており、新谷自身も2021年1月に会食する予定だったが、新型コロナウイルス感染症の世界的流行を受け中止となったと報じられた。3月12日に、検証委員会に総務省職員は加わらずに、第三者のみで構成されることに変更された。

## 内閣官房の対応

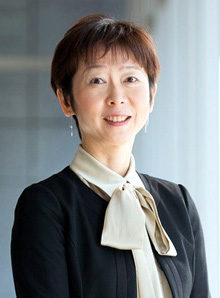
問題発覚後辞任した山田広報官

- 奈良俊哉内閣官房内閣審議官兼郵政民営化推進室長 - 減給[14][10]、のちに別件のNTTによる高額接待も明らかになり、再度減給ののちに辞職[11][15]
- 山田真貴子内閣広報官 - 辞職、のちに別件のNTTによる高額接待も明らかになる[27]

## 東北新社の対応
2021年2月26日、東北新社は二宮清隆社長が辞任し、創業家以外からは初めて中島信也が社長に就任。また、メディア事業部の統括部長を務めていた菅の長男を懲戒処分とし、人事部付としたことを発表した。

## 時系列
各省庁の副大臣は2001年の中央省庁再編に伴って政務次官を廃止し隆割に設けられた政治任用職であり、森内閣が新設した特別職である。当時に設置された国務大臣、副大臣及び大臣政務官規範により、副大臣の配偶者及び子の資産は資産公開制度の対象外とされた。
2006年に菅義偉は総務大臣就任時、無名のバンドマンで社会人経験のない無職の長男（当時25歳）を大臣秘書官として抜擢し、多数の総務官僚との接点を持たせた。
2008年に菅義偉の後援者である植村伴次郎が創業した東北新社に入社し、「総務省担当」を担うようになった。
2012年、2014年、2017年、2018年に植村は菅義偉に計500万円の個人献金をしていた。総務省と、東北新社の幹部が会長を務める『衛星放送協会』による有識者会議が休眠状態になった直後に2018年分の50万円の個人献金があり、この頃から東北新社は、会議メンバーの総務官僚に接待攻勢していた。
2016年7月から2020年12月にかけて、計13人の総務省職員が東北新社側から計39件の接待を受けていた。会食は東北新社の子会社「スター・チャンネル」の免許更新の直前に集中していた。
2016年10月に東北新社はBSチャンネル「ザ・シネマ4K」の事業認定を申請した際、外資比率が20.75%で、放送法に違反した状態だったにもかかわらず、外資比率が20％未満であると事実と異なる申請を行い、審査する総務省による認定を受けていた。
2017年10月、東北新社は外資比率が20％を超え、放送法に違反した状態だったにもかかわらず、子会社に事業を継承していた。
2018年に総務省は東北新社の子会社「囲碁・将棋チャンネル」のCS放送業務を認定した。菅の長男は「囲碁・将棋チャンネル」の取締役を兼務していた。2018年にCS放送業務として認定された12社16番組のうち、ハイビジョン未対応で認定されたのは「囲碁・将棋チャンネル」だけだった一方で、ハイビジョンに対応していても落選した番組もあった。
2020年12月、総務省と、東北新社の幹部が会長を務める『衛星放送協会』による有識者会議は、事業者のコスト軽減など協会側に有利な報告書案をまとめた。
2021年2月3日、文藝春秋『週刊文春』が「東北新社役職員による総務省幹部接待問題」を報じた。
2月4日の衆院予算委員会で野党議員の追及を受けた菅義偉は「（長男は）今もう40（歳）ぐらいですよ。私は普段ほとんど会ってないですよ。私の長男と結びつけるちゅうのは、いくらなんでもおかしいんじゃないでしょうか。私、完全に別人格ですからね、もう」と感情を露わにした。
2月17日、菅義偉は植村伴次郎から受け取っていた計500万円の個人献金について「12、14、17年は衆院解散の時で、選挙のお見舞いということだ」と説明した。確かに2012年、2014年、2017年分の献金は全て衆院選の時期に前後しているが、2018年10月3日の50万円分の個人献金の前後には選挙はなかった。
2月19日、総務大臣武田良太は接待を受けた秋本芳徳と湯本博信を2月20日付で官房付に異動させると発表した。武田は「（接待問題と）今回の人事異動はまったく関係がない」と述べ、「事実上更迭」との見方を否定し、「重要法案の審議をお願いしなければならない中で、適材適所の配置として行うものだ」とも説明した。
2月22日、総務省が衆院予算委員会の理事会に内閣広報官山田真貴子が、2019年11月6日に菅の長男と会食をしていたとする調査結果を報告した。20日に事実上更迭された秋本芳徳の後任となった総括審議官は、皮肉にも山田の夫だった。
2月22日、菅義偉は予算委で「長男が関係し、結果として違反する行為をすることになり大変申し訳なく思っている。国民におわびする」と陳謝した。菅義偉は、長男が就職する際「総務省との関係については、距離を置いて付き合うように言った」と明かしたが、前述の2006年に長男に多数の総務官僚との接点を持たせた後、総務省の許認可先への就職を許したとする文春の報道内容とは矛盾している。また、長男は別人格であり、仕事の内容についてもあずかり知らぬと答えてきたこれまでの答弁とも矛盾している。
2月24日、総務省は国家公務員倫理規規定に違反したとして、接待を受けた13人のうち11人を処分した。重い処分である懲戒は9人で谷脇康彦総務審議官ら7人を減給、2人を戒告にした。残り2人は懲戒ではない処分で訓告と訓告相当にし、武田良太総務相は3カ月分の閣僚給与を自主返納すると発表した。13人のうち課長級職員1人は「利害関係者」ではないとみて、処分から外した。山田もすでに総務省を退職していて特別職の国家公務員のため、処分対象からは外れている。山田は、1カ月分給与の10分の6である70万5000円を自主返納し、約7万4千円とされる飲食代を東北新社側に返金することを、加藤勝信官房長官に伝えたが、広報官の職は続けることとなった。
2月24日夜、菅義偉は「女性の広報官として期待しておりますので、今後とも職務の中で頑張ってほしい」と記者に答えている。
2月25日、山田は初めて参考人招致された衆院予算委員会で野党の追及を受けた。山田は「名刺交換はこの会合以前にしていたと思っております」と答えておきながら、立憲民主党の今井雅人議員が「会食に行った時に長男がいると認識していたのか」とただすと、山田は「交流がほとんどない状況だったので、事前にきちんと認識していたかというと、そうではなかったのではないか」と矛盾する答弁をした。5人の会食時の認識は「横並びだったと思うので、お話もしておりませんので。どういう方がいたかも、にわかに思い出せなかったということです」と山田は迷走答弁を続けた。今井が「5人で会食して、そこに首相の息子がいたかどうか分からない、なんてことがあるのか」などとただすと、山田は「私自身、仕事、プライベートでも、お会いする方がどういった方のご子息であるかとかは、あまりお付き合いに関係がないと思っている」「菅さまがいたことについて、こういう言い方は適当かどうか分かりませんが、私にとって大きな事実だったかというと、必ずしもそうではないのではないかと」と答えた。答弁では、6日前に総務省の情報流通行政局長が助け船を出す場面もあった。
同じく25日午前の衆院予算委員会で、武田良太総務相は問題の責任を取って武田が辞任する考えはないとの認識を示した。武田は「二度と起こらないようにどう組織改革していくかが私に課せられた責任だ」と強調した。なお、武田が総務相に就任した2020年9月16日以降も違法接待を受けた総務官僚がいた。
2月26日、東北新社は総務省幹部との接待に参加していた代表取締役社長二宮清隆が、引責辞任したと発表した。メディア事業部の統括部長を務める菅の長男も人事部付に更迭し、会食に参加した2人の執行役員を解任した。
2月26日、東京都や神奈川県の市民でつくる「検察庁法改正に反対する会」が、総務省幹部ら13人を収賄の疑いで、菅の長男や社長を含む東北新社側の4人を贈賄の疑いで、東京地検特捜部に告発した。
2月28日、山田真貴子内閣広報官は体調不良により「2週間程度の入院加療を要する」と診断を受けて入院した。
3月1日、山田は辞意を伝え、菅内閣は同日午前の持ち回り閣議で辞職を決定した。
3月3日以降は、鈴木茂樹や山田と谷脇、秋本、総務省国際戦略局長、外務審議官が、NTTの鵜浦博夫前社長や澤田純社長、子会社・NTTデータの岩本敏男前社長からも高額な接待を受けていたことも、週刊文春の報道などで発覚。
3月5日、「東北新社外資規制放送法違反問題」が、参議院予算委員会において、元総務官僚で立憲民主党議員小西洋之より指摘された。東北新社は、BS4Kの衛星基幹放送事業者に認定された2か月後の2017年3月に外資比率が21%に達していて、その時点で外資比率を20%未満とする規制に反していたという可能性が高かった。放送法第103条第1項で、外資規制に反することになった時には認定を取り消さなければならないが、総務省は認定を取り消さなかった。認定が取り消されず、半年後に東北新社は子会社を作って事業承継させていた。これについて小西は、「菅総理大臣の長男が働いている会社だったから認定を取り消さなかったのではないか。その後の子会社への継承は規制違反を脱法するための違法行為ではないか」とただした。その際に事業承継を決裁したのが、当時情報流通行政局長だった内閣広報官山田真貴子だった。
3月8日、参議院の予算委員会で、小西洋之議員からの「総務省官僚の皆さんが処分された後に長男の方とは何ら話をしていないんですか」との質問に対し、菅は「長男から私に対して当初、申し訳ないという電話はありました」と述べたが、接待の場でどのような役割を果たしていたかなどについては全く話していないと述べ、「普段からお互いの仕事の話もせず、干渉をしあうことがない」と、長男とは別人格であることを強調した。
3月15日、参議院予算委員会に出席した東北新社の中島社長が、総合通信基盤局電波部長に事前に外資規制違反の事実を報告をしていたと証言したが、これに対し総務省情報流通行政局長が「報告はないのではないか」と答弁し否定した。
3月16日、衆院予算委員会に出席した総合通信基盤局電波部長は「外資規制違反のような重要な話を聞いていたら、覚えているはずでありまして、そのような報告を受けたという事実の記憶は全くございません」と答弁した。総合通信基盤局電波部長は繰り返し“記憶にございません”などと、合計11回答弁した。立憲民主党の後藤祐一議員の「会ったことはありますか？ そして、どのぐらい会っていますか？」という質問に、総合通信基盤局電波部長は「年末年始とか、異動のタイミングで、ごあいさつしたと記憶しています」と答弁した。後藤の「会食の場で会ったことはありますか?」という質問には、総合通信基盤局電波部長は「記憶のかぎりでは、菅の長男を含めて、そういった方々と会食したことはございません」と答弁した。
3月17日、立憲民主党は、武田良太総務相が答弁に立つ総合通信基盤局電波部長に「記憶がないと言え」と指示した疑いがあると発表した。立憲民主党の奥野総一郎国対委員長代理によると、16日の衆院予算委員会の中継映像を分析した結果、外資規制違反を東北新社側から報告されたかどうか総合通信基盤局電波部長が答える際に武田が閣僚席から声を掛けたとみられる様子が確認され、総合通信基盤局電波部長は直後に「記憶はございません」と答弁していたという。
3月18日、「記憶がないと言え」と指示した疑いについて、武田良太は「口に出たかもしれない」としつつ「答弁を指示する意図は全くない」と釈明した。武田は「『記憶がない』という言葉をめぐり繰り返しのやりとりが（以前から）続いたため、その言葉が出たかもしれない」と説明した。

## 問題に対する反応
- 1998年に郵政省に入省、退官時には総務省で情報流通行政局衛星・地域放送課課長補佐を務めていた立憲民主党の小西洋之参議院議員は「私が総務省にいた12年間、こんな供応接待は聞いたことがないし、今の霞が関でもやっていないと思う。菅総理の息子さんでなければ起き得なかった、昭和のような大事件だ」「かつての上司だから庇う訳ではないが、今回名前が挙がった4人の幹部のうち、2人は私の元上司だ。能力的にも人間的にも本当に尊敬しているし、供応接待を自ら受けるはずはないと思う。しかし内閣人事局が強権的に人事権を振るっているし、菅総理は総務大臣時代、私もいた放送政策課の筆頭課長を更迭もしている[65]。そういうことをする政治家の息子さんからのお声がけであれば、官僚としては断れない。そういう霞が関になってしまっているということだ」と語った[66]。
- 官僚と民間企業の不正な接触を防ぐルールの形骸化が明らかになっており、日本でも経済協力開発機構やG20、APECが推進する組織犯罪防止条約・腐敗防止条約の公務員資産透明化原則に基づいた国際標準の官民接触ルールの創設が急務となっている[67]。